# Vrijgevochten
Vrijgevochten is het voorlaatste boek van de Nederlandse schrijfster Thea Beckman. Het boek is gepubliceerd in 1998.
Het verhaal gaat over de Nederlandse jongen genaamd Jasper, die als zeeman allerlei avonturen beleeft. 

## Verhaal
Jasper verliest op jonge leeftijd zijn moeder en wordt min of meer geadopteerd door de familie de Bonte. Wanneer hij oud genoeg is, leert zijn vader hem het timmermansvak, maar Jasper wil liever vreemde landen zien en avonturen beleven. Daarom monstert hij aan op de Anne-Maria, een handelschip. 
De Anne-Maria wordt gekaapt door Tunesische piraten, die hem als slaaf verkopen aan een janitsaar. De janitsaar behandelt hem goed: hij krijgt zakgeld, slaapt in zijn eigen bed en krijgt te eten. De janitsaar neemt deel aan een veldtocht in de woestijn tegen de Berbers. Bij een verrassingsaanval van de Berbers komt bijna iedereen om, behalve Jasper die zich voor dood houdt. Hij wordt gevonden en opnieuw verkocht. 
Na enkele omzwervingen wordt hij verkocht aan een kaper, toevallig dezelfde die de Anne-Maria veroverde. De kaper biedt hem de vrijheid en een rijk leven aan, op voorwaarde dat hij zich naar de islam bekeert. Jasper weigert en wordt bijgevolg galeislaaf. De kapers veroveren een Spaans galjoen, maar bij het gevecht wordt het schip zwaar beschadigd. Jasper moet het schip repareren en wordt samen met de Spaanse bemanning en enkele janitsaren achtergelaten. Samen met de bemanning slaagt hij erin de janitsaren te overmeesteren. Als een vrij man kan hij terugkeren naar Nederland.

## Historische achtergronden
Het verhaal speelt zich af in de 18e eeuw. Kaperij was in die tijd niet ongewoon. Onder andere stoorden Duinkerkse en Barbarijse zeerovers de Nederlandse handel. De Republiek probeerde kaperij tegen te gaan, zowel actief als passief. Onder de "Ordre op de wapeninge en manninge der schepen" werden handelsschepen verplicht zich te bewapenen tegen kapers. Op gevaarlijke plaatsen zeilden de handelsschepen in konvooi. Ook militaire acties werden ondernomen tegen de kapers. Bijvoorbeeld in 1646 capituleerde Duinkerken voor een Nederlandse vlootblokkade en een Franse troepenmacht.
Het waren 18e- en 19e-eeuwse militaire acties die de activiteiten van de Barbarijse zeerovers stopten. In 1816 vernietigde de Royal Navy samen met zes Nederlandse schepen de haven van Algiers en de vloot die zich in de haven bevond.
De Slavenkas van Zierikzee, welke in het boek een rol speelt, bestaat heden ten dage nog steeds en vervult nu een gewijzigde sociale functie.